# 아포칼립스: 인류 최후의 날
《아포칼립스: 인류 최후의 날》(영어: A Living Dog)은 2019년 공개된 독일의 액션 SF 영화이다.

## 출연진

### 주연
- 스테판 에벨 - 토마스츠 역
- 시리 나제 - 릴야 역

### 조연
- 니콜라이 빌 - 가나프 박사 역
- 미헬레 비제미스 - 난민 역